# 20117 Tannoakira
20117 Tannoakira este o planetă minoră (asteroid), cu un diametru de 6,105 km, din centura de asteroizi. A fost descoperită pe 15 noiembrie 1995 la Kitami Observatory⁠(d) de Kin Endate. 
Obiectul prezintă o orbită caracterizată de o semiaxă mare de 2,595385 UAi, o excentricitate de 0,17, o înclinație de 14,82543 ° în raport cu ecliptica.